# AmphiCoach GTS-1

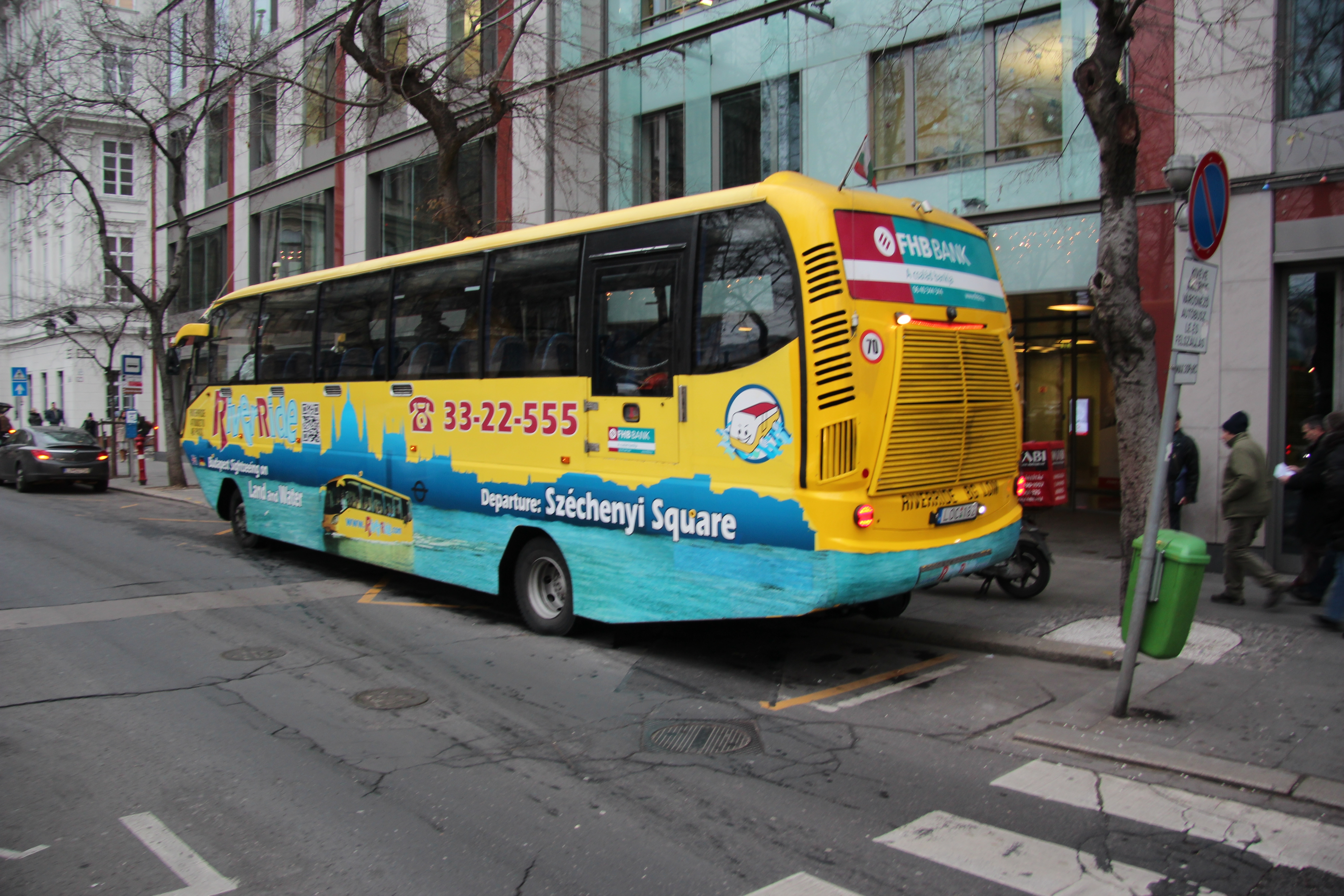
AmphiCoach GTS-1

AmphiCoach GTS-1 — автобус-амфибия, выпускаемый на Мальте с 2006 года.
Прототип окрашен в жёлтый цвет. Испытания проходили в 2004—2007 годах.
Автобус произведён на платформе Irisbus и оснащён двигателем внутреннего сгорания Iveco. На воде автобус управляется с помощью дополнительной силовой установки, развивающей скорость до 8 узлов. В салоне присутствуют LCD-мониторы и DVD-проигрыватель.
Ежегодно производятся по 12 экземпляров.

## Эксплуатация
Автобусы AmphiCoach GTS-1 эксплуатируются в Австралии, Германии и Голландии.